# Booska-P
Booska-P (stylisé BOOSKA►P) est un magazine en ligne d'information (pure player) traitant du rap et des cultures urbaines.

## Historique
Booska-P est mis en ligne le 31 octobre 2005 par Fif Tobossi, passionné de rap originaire de Courcouronnes,  et ses amis Alexis Nouaille et Amadou Ba. Le nom du site est une référence à Buscapé, le personnage de La Cité de Dieu. Ils ont alors dans l'idée de se concentrer sur la production de vidéos en lien avec le rap[réf. souhaitée]. La première vidéo mise en ligne est une vidéo du rappeur Sinik et attire 2 500 visiteurs le premier jour. En 2006, le clip de Diam's, La Boulette, sort en exclusivité sur Booska-P ; l’afflux de visiteurs fait temporairement planter le site. Booska-P est par la suite le premier média à diffuser le groupe Sexion d'Assaut, contribuant ainsi à son succès. 
En 2012, Booska-P sort un album compilant des morceaux de jeunes rappeurs français et belges afin de faire découvrir de nouveaux talents.
En 2016, l'équipe des sept salariés de Booska-P quittent leurs locaux historiques de Courcouronnes et emménagent dans un local plus grand à Montrouge. Les trois fondateurs en font toujours partie : Fif le gestionnaire, Amadou le rédacteur en chef et Alexis le webmaster.
En février 2025, la chaîne YouTube du média est supprimée en raison d’un piratage.

### Rachat
En 2023, Booska-P rencontre des difficultés financières liées majoritairement aux retombées post-Covid. Le média lance une levée de fonds et en 2024, rentre en cessation de paiements puis liquidation judiciaire. 
En 2024, Booska-P est racheté par un consortium de 17 investisseurs pour se développer dans de nouvelles activités comme la production en marque blanche, tout en conservant son indépendance éditoriale. Son cofondateur Amadou Ba reste à la tête de l'entreprise, qui a atteint un chiffre d'affaires de 2,6 millions d'euros en 2022.
Les principaux actionnaires du consortium sont : Paul Lê, Wale Gbadamosi Oyekanmi, So Press, Sacha Ben Harroche, Laurent Ritter (Voodoo), Adrien Miniatti (Luni), Antony Rode et Pingki Houang (Les Sabliers), Anice Chaglou (Letus), Fariha Shah (Cominty), Reda Berrehili (Klub), Mathias Mouats et Steve Belkaçemi (Asap Work), Baptiste Corval (Phenix), Idir Ait Si Amer (Tracktor), Ahmed Ottman ainsi que Mehdi Benhibi (flashAd),.

## Ligne éditoriale
Booska-P traite de l'actualité du rap et particulièrement du rap français, en produisant notamment du contenu vidéo (interviews, clips...). Le site aborde également d'autres domaines comme le rap américain, le cinéma et le football. L'équipe prévoit de lancer en janvier 2017 BooskAfrica pour traiter de l'actualité du rap en Afrique.

## Audiences et revenus
Le site a une situation de quasi-monopole pour le traitement de l'actualité du rap français sur Internet. Il revendiquait 1,2 million de visiteurs uniques mensuels en 2013 et 3,5 en 2016. Les revenus du site viennent principalement de la publicité ainsi que de la vente de vêtements, ce qui lui a permis d'atteindre 300 000 euros de chiffre d'affaires (pour une équipe de neuf personnes) en 2012[réf. nécessaire]. En 2022, ils atteignent un chiffre d'affaires de 2,6 millions d'euros. 

## Identité

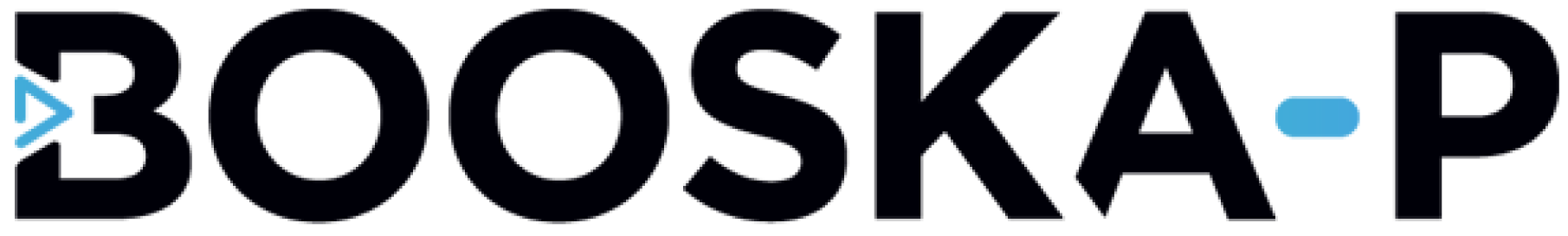
Logo jusqu'en 2021.
Logo entre 2021 et 2024.
Logo depuis 2024.

## CompilationsBooska Pefra
Booska-P publie régulièrement sa compilation de morceaux, souvent des freestyles publiés dans un premier temps sur la chaîne Youtube du média. Cette compilation, nommée Booska Pefra, comprend 7 volumes depuis 2015. 